# Saint Philip (Antígua e Barbuda)
Saint Phillip é uma paróquia de Antígua e Barbuda localizada na ilha de Antígua. Sua capital é a cidade de Carlisle.